# 柳塘镇
柳塘镇，是中华人民共和国贵州省毕节市金沙县下辖的一个乡镇级行政单位。
2013年6月24日，贵州省人民政府批复同意金沙县部分乡镇行政区划调整，设置柳塘镇，以原城关镇前胜村、柳塘村、桃园村、金新村、金坪村、淹坝村、三合村、联盟村、双兴村、丰景村、江龙村等11个村地域为柳塘镇行政区域，镇人民政府驻桃园村。

## 行政区划
柳塘镇下辖以下地区：
金坪村、前胜村、江龙村、桃元村、柳塘村、金新村、淹坝村、丰景村、双兴村、三合村和联盟村。